# Alma Fohström
Alma Evelina Fohström-von Rode (Hèlsinki, 2 de gener de 1856 - 20 de febrer de 1936) fou una cantant finlandesa.
Deixebla de la notable cantant Nissen-Saloman, a Sant Petersburg, des de 1874 fins a 1877, va adquirir renom com a lieder-sängerin a partir de 1878, en què emprengué una extensa gira de concerts pel nord d'Europa.
Casada el 1889 amb el coronel von Rode, passà a residir a Moscou.
El seu germà Ossian, nascut el 1870, fou un notable violoncel·lista, que va publicar un excel·lent Mètode de violoncel.